# Fort Lauderdale United Football Club

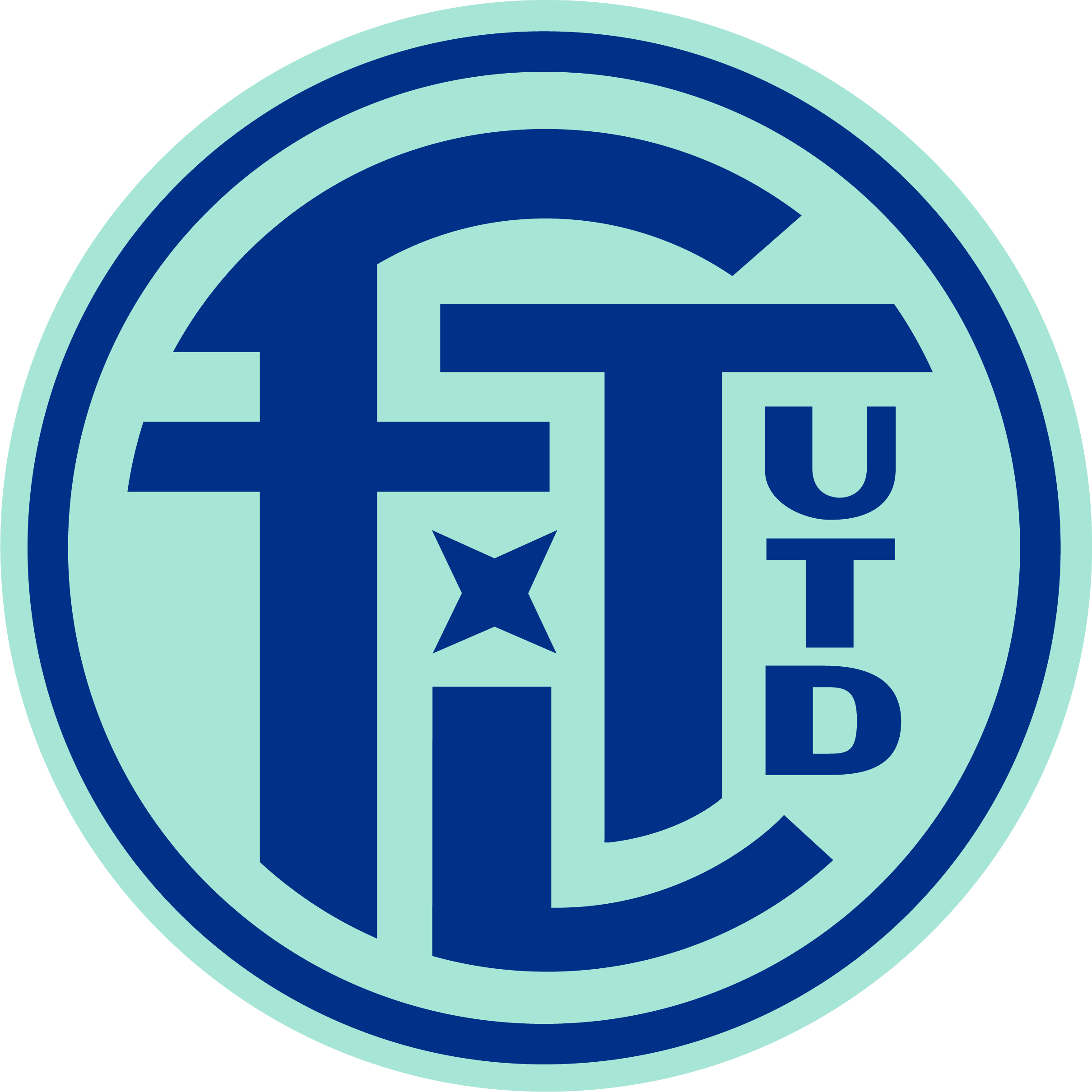
le logo Fort Lauderdale United FC

Le Fort Lauderdale United FC est une franchise féminine de soccer américaine basée à Fort Lauderdale. Elle évolue en USL Super League.

## Histoire
Fort Lauderdale United dispute ses matches à domicile à la Nova Southeastern University. L'Anglo-jamaïcain Tyrone Mears est nommé entraîneur. L'internationale tongienne Laveni Vaka est la première joueuse à signer à Fort Lauderdale. Elle est rejointe notamment par l'internationale bermudienne Nia Christopher ou encore la gardienne américaine Cosette Morché, passée par Issy et Montpellier.
Le premier match de l'équipe, le 18 août 2024, se solde par un match nul 1-1 sur le terrain du Spokane Zephyr.